# Будагов, Таир Ягуб оглы
Будагов, Таир Ягуб оглы (азерб. Budaqov Tahir Yaqub oğlu; род. 1 января 1965, Нахичевань) — азербайджанский государственный деятель. Председатель Государственного комитета статистики Азербайджана (c 2015).

## Биография
Родился 1 января 1965 года в г. Нахичевань. В 1981 году окончил среднюю школу в Нахичевани. В 1987 году окончил с отличием Азербайджанский медицинский университет.
С 1987 по 1989 год учился в клинической ординатуре. С 1989 по 1992 год учился в аспирантуре. Кандидат медицинских наук.
С 1997 по 1999 год являлся главным врачом Центра реабилитации инвалидов.
С 1999 по 2006 год являлся заместителем министра труда и социальной защиты населения Азербайджана.
В 2006-2009 годах был заместителем заведующего отделом Администрации Президента Азербайджана.
Глава Исполнительной власти Низаминского района города Баку (23 сентября 2009 — 13 августа 2015).
Председатель Государственного комитета статистики Азербайджана (с 13 августа 2015).
С 1993 года является членом партии «Новый Азербайджан». С 1999 года является членом политического совета партии «Новый Азербайджан».  С 5 марта 2021 года  — член правления, заместитель председателя, глава центрального аппарата партии «Новый Азербайджан».
Государственный советник 3 класса.

## Награды
- Заслуженный государственный служащий Азербайджана(2017)[6]
- Орден Славы (31 декабря 2024, за эффективную деятельность в общественно-политической жизни Азербайджана)[7].